# أخيضر أسود التاج
أخيضر أسود الرأس (الاسم العلمي: Vireo atricapilla) (بالإنجليزية: Black-capped Vireo)‏ هو نوع من الطيور يتبع جنس الأخيضر من الفصيلة الأخيضرية.